# Olympische Sommerspiele 1992/Kanu – Einer-Canadier 500 m (Männer)
Die Wettkämpfe im Einer-Canadier bei den Olympischen Sommerspielen 1992 wurden vom 3. bis 7. August 1992 in Castelldefels ausgetragen.
Olympiasieger wurde der Bulgare Nikolaj Buchalow, der auch über 1000 Meter Gold holen konnte.

## Ergebnisse

### Vorläufe
Die jeweils ersten drei Boote qualifizierten sich direkt für das Halbfinale, die restlichen Boote für die Hoffnungsläufe.

#### Vorlauf 1
| Rang | Athleten            | Nation                  | Zeit        |
| ---- | ------------------- | ----------------------- | ----------- |
| 1    | Michał Śliwiński    | Vereintes Team          | 1:51,82 min |
| 2    | Olaf Heukrodt       | Deutschland             | 1:53,91 min |
| 3    | Slavomír Kňazovický | Tschechoslowakei        | 1:54,37 min |
| 4    | Pascal Sylvoz       | Frankreich              | 1:54,60 min |
| 5    | Park Chang-kyu      | Südkorea                | 1:56,05 min |
| 6    | Franco Lizzio       | Italien                 | 1:57,62 min |
| 7    | Aleksandar Đurić    | Bosnien und Herzegowina | 2:07,12 min |

#### Vorlauf 2
| Rang | Athleten          | Nation             | Zeit        |
| ---- | ----------------- | ------------------ | ----------- |
| 1    | Nikolaj Buchalow  | Bulgarien          | 1:53,64 min |
| 2    | Imre Pulai        | Ungarn             | 1:54,68 min |
| 3    | Victor Partnoi    | Rumänien           | 1:56,40 min |
| 4    | Fred Spaulding    | Vereinigte Staaten | 1:56,86 min |
| 5    | Mariusz Walkowiak | Polen              | 1:58,14 min |
| 6    | Armando Silega    | Kuba               | 1:58,78 min |

#### Vorlauf 3
| Rang | Athleten             | Nation         | Zeit        |
| ---- | -------------------- | -------------- | ----------- |
| 1    | Steve Giles          | Kanada         | 1:53,50 min |
| 2    | Eric Jamieson        | Großbritannien | 1:54,80 min |
| 3    | Jefimijs Klementjevs | Lettland       | 1:56,53 min |
| 4    | Tiit Tikerpe         | Estland        | 1:57,95 min |
| 5    | Francisco López      | Spanien        | 1:58,84 min |
| 6    | Peter Liljedahl      | Schweden       | 1:59,07 min |

### Hoffnungsläufe
Die ersten vier Boote der jeweiligen Hoffnungsläufe und der schnellere Fünfte erreichten das Halbfinale.

#### Hoffnungslauf 1
| Rang | Athleten          | Nation                  | Zeit        |
| ---- | ----------------- | ----------------------- | ----------- |
| 1    | Pascal Sylvoz     | Frankreich              | 1:55,72 min |
| 2    | Tiit Tikerpe      | Estland                 | 1:56,24 min |
| 3    | Armando Silega    | Kuba                    | 1:56,25 min |
| 4    | Mariusz Walkowiak | Polen                   | 1:58,24 min |
| 5    | Aleksandar Đurić  | Bosnien und Herzegowina | 2:04,68 min |

#### Hoffnungslauf 2
| Rang | Athleten        | Nation             | Zeit        |
| ---- | --------------- | ------------------ | ----------- |
| 1    | Franco Lizzio   | Italien            | 1:54,72 min |
| 2    | Park Chang-kyu  | Südkorea           | 1:55,16 min |
| 3    | Peter Liljedahl | Schweden           | 1:55,29 min |
| 4    | Francisco López | Spanien            | 1:56,60 min |
| 5    | Fred Spaulding  | Vereinigte Staaten | 1:57,48 min |

### Halbfinalläufe
Die ersten vier Boote des jeweiligen Halbfinals und der zeitbessere Fünfte erreichten das Finale.

#### Halbfinale 1
| Rang | Athleten             | Nation           | Zeit        |
| ---- | -------------------- | ---------------- | ----------- |
| 1    | Nikolaj Buchalow     | Bulgarien        | 1:53,32 min |
| 2    | Olaf Heukrodt        | Deutschland      | 1:53,74 min |
| 3    | Slavomír Kňazovický  | Tschechoslowakei | 1:54,04 min |
| 4    | Pascal Sylvoz        | Frankreich       | 1:54,38 min |
| 5    | Steve Giles          | Kanada           | 1:54,94 min |
| 6    | Jefimijs Klementjevs | Lettland         | 1:56,96 min |
| 7    | Peter Liljedahl      | Schweden         | 1:58,26 min |
| 8    | Park Chang-kyu       | Südkorea         | 1:58,61 min |
| 9    | Mariusz Walkowiak    | Polen            | 2:00,28 min |

#### Halbfinale 2
| Rang | Athleten         | Nation             | Zeit        |
| ---- | ---------------- | ------------------ | ----------- |
| 1    | Michał Śliwiński | Vereintes Team     | 1:52,28 min |
| 2    | Imre Pulai       | Ungarn             | 1:54,64 min |
| 3    | Eric Jamieson    | Großbritannien     | 1:55,90 min |
| 4    | Victor Partnoi   | Rumänien           | 1:56,00 min |
| 5    | Franco Lizzio    | Italien            | 1:56,02 min |
| 6    | Fred Spaulding   | Vereinigte Staaten | 1:57,48 min |
| 7    | Francisco López  | Spanien            | 1:57,51 min |
| 8    | Armando Silega   | Kuba               | 1:59,22 min |
| 9    | Tiit Tikerpe     | Estland            | 2:06,24 min |

### Finale
| Rang | Athleten            | Nation           | Zeit        |
| ---- | ------------------- | ---------------- | ----------- |
| 1    | Nikolaj Buchalow    | Bulgarien        | 1:51,15 min |
| 2    | Michał Śliwiński    | Vereintes Team   | 1:51,40 min |
| 3    | Olaf Heukrodt       | Deutschland      | 1:53,00 min |
| 4    | Slavomír Kňazovický | Tschechoslowakei | 1:54,51 min |
| 5    | Imre Pulai          | Ungarn           | 1:54,86 min |
| 6    | Steve Giles         | Kanada           | 1:55,80 min |
| 7    | Pascal Sylvoz       | Frankreich       | 1:55,96 min |
| 8    | Petr Procházka      | Tschechoslowakei | 1:57,34 min |
| —    | Eric Jamieson       | Großbritannien   | DSQ         |